# Pontpoint
 Pontpoint  es una población y comuna francesa, en la región de Picardía, departamento de Oise, en el distrito de Senlis y cantón de Pont-Sainte-Maxence.

## Demografía
| 1403 | 1397 | 1763 | 2382 | 2724 | 2794 |
| Para los censos de 1962 a 1999 la población legal corresponde a la población sin duplicidades (Fuente: INSEE [Consultar]) |      |      |      |      |      |